# Лејк Орион (Мичиген)
Лејк Орион (енгл. Lake Orion) град је у америчкој савезној држави Мичиген.

## Демографија
По попису из 2010. године број становника је 2.973, што је 258 (9,5%) становника више него 2000. године.
| Група             | 2000.         | 2010.         |
| Белци             | 2.598 (95,7%) | 2.735 (92,0%) |
| Афроамериканци    | 7 (0,3%)      | 47 (1,6%)     |
| Азијати           | 8 (0,3%)      | 33 (1,1%)     |
| Хиспаноамериканци | 65 (2,4%)     | 104 (3,5%)    |
| Укупно            | 2.715         | 2.973         |